# Samuel Merrill
Samuel Merrill, född 7 augusti 1822 i Turner, Maine, död 31 augusti 1899 i Los Angeles, Kalifornien, var en amerikansk republikansk politiker. Han var Iowas guvernör 1868–1872.
Merrill inledde 1847 sin karriär som köpman i New Hampshire och flyttade nio år senare till Iowa. I amerikanska inbördeskriget sårades han i slaget vid Black River Ridge. Efter kriget arbetade han som bankdirektör.
Merrill efterträdde 1868 William M. Stone som Iowas guvernör och efterträddes 1872 av Cyrus C. Carpenter. Han avled 1899 i Los Angeles och gravsattes på Woodland Cemetery i Des Moines.